# Osobina (softverski dizajn)
Osobina je u dizajniranju softvera pojam u standardu IEEE 829 koji se prema Institutu električkih i elektroničkih inženjera definira kao "Svojstvo neke softverske stvari (izvedba, prenosivost, funkcionalnost) po kojem se istaknuto razlikuje od drugih."

## Bogatstvo osobinama
Za sustav se kaže da je bogat osobinama kad ima mnogo opcija i funkcijskih mogućnosti dostupnih korisniku. Progresivno razotkrivanje jest tehnika koju se primjenjuje radi smanjivanja moguće zbunjenosti koju prouzročuje kad se odjednom prikaže sve bogatstvo osobinama.
Izraz se također rabi u pogrdnom smislu. Izražava se pogled da se dodatne osobine dodaje na štetu osobina za koje se smatra da bi trebale biti najosnovnije funkcije.